# Al Butler
Elbert J. "Al" Butler (Birmingham, Alabama, 9 de julio de 1938 - 12 de julio de 2000) fue un jugador de baloncesto estadounidense que jugó durante cuatro temporadas en la NBA y cinco más en la EPBL. Con 1,83 metros de estatura, lo hacía en la posición de base.

## Trayectoria deportiva

### Universidad
Jugó durante tres temporadas con los Purple Eagles de la Universidad de Niágara, en las que promedió 22,8 puntos y 5,9 rebotes por partido. En la actualidad figura como décimo máximo anotador de la historia de su universidad, con 1.596 puntos conseguidos.

### Profesional
Fue elegido en la decimoséptima posición del Draft de la NBA de 1961 por Boston Celtics, equipo que tenía muy bien cubierto el puesto de base con jugadores como Bob Cousy, K.C. Jones o Sam Jones, y donde solo jugó cinco partidos, en los que promedió 6,2 puntos y 2,6 rebotes, antes de ser vendido a New York Knicks.
En su nuevo equipo se encontró por el contrario con la titularidad inmwediata, acompañando a Richie Guerin en los puestos de dirección del equipo. Su primera temporada la terminó con 14,7 puntos, 6,0 rebotes y 3,7 asistencias por partido, a la postre la mejor de su carrera profesional. Al año siguiente, el fichaje de Gene Shue por los Knicks le restó protagonismo, llevándolo al banquillo. A pesar de ello completó una buena temporada, promediando 10,0 puntos y 2,3 rebotes.
Jugó una temporada más con los Knicks, hasta que antes del comienzo de la temporada 1964-65 fue traspasado a Baltimore Bullets. Allí le pasó como en su primera temporada: el puesto de base estaba perfectamente cubierto por jugadores como Wali Jones, Don Ohl o Kevin Loughery, siendo la cuarta opción, por lo que apenas fue alineado en 25 partidos, no jugando más de 7 minutos en cada uno de ellos.
Tras ser despedido y verse sin equipo en la NBA, continuó su carrera profesional en la liga menor EPBL, donde jugó durante 5 temporadas en 3 equipos diferentes, ganando el título de campeón en 1969.

## Estadísticas de su carrera en la NBA

### Temporada regular
| Temporada | Edad | Equipo            | Liga | P   | TIT | MIN  | TC  | TCA  | %TC  | 3P | 3PA | %3P | TL  | TLA | %TL  | R.OF. | R.DEF. | REB | ASIS | ROB | TAP | PER | FP  | PTS  |
| 1961-62   | 23   | TOTAL             | NBA  | 59  |     | 34.2 | 5.9 | 12.8 | .463 |    |     |     | 2.2 | 3.1 | .709 |       |        | 5.7 | 3.5  |     |     |     | 2.6 | 14.0 |
| 1961-62   | 23   | Boston Celtics    | NBA  | 5   |     | 9.4  | 2.6 | 5.8  | .448 |    |     |     | 1.0 | 1.2 | .833 |       |        | 2.6 | 0.8  |     |     |     | 1.8 | 6.2  |
| 1961-62   | 23   | New York Knicks   | NBA  | 54  |     | 36.5 | 6.2 | 13.4 | .463 |    |     |     | 2.3 | 3.3 | .705 |       |        | 6.0 | 3.7  |     |     |     | 2.7 | 14.7 |
| 1962-63   | 24   | New York Knicks   | NBA  | 74  |     | 20.1 | 4.0 | 9.1  | .439 |    |     |     | 1.9 | 2.5 | .770 |       |        | 2.3 | 2.1  |     |     |     | 2.0 | 10.0 |
| 1963-64   | 25   | New York Knicks   | NBA  | 76  |     | 18.1 | 3.4 | 8.1  | .422 |    |     |     | 1.8 | 2.5 | .738 |       |        | 2.2 | 2.1  |     |     |     | 2.2 | 8.7  |
| 1964-65   | 26   | Baltimore Bullets | NBA  | 25  |     | 6.9  | 1.0 | 2.9  | .329 |    |     |     | 0.4 | 0.6 | .733 |       |        | 0.8 | 0.5  |     |     |     | 1.0 | 2.4  |
| Total     |      |                   | NBA  | 234 |     | 21.6 | 4.0 | 9.1  | .439 |    |     |     | 1.8 | 2.4 | .739 |       |        | 3.0 | 2.3  |     |     |     | 2.1 | 9.8  |

## Fallecimiento
Butler falleció el 12 de julio de 2000, a los 62 años de edad, víctima de un cáncer.